# 珍娜·詹姆森
珍娜·詹姆森（1974年4月9日—），義大利裔美國企業家，前色情演員，有「世界上最著名色情明星」和「色情女王」之譽。她早年當過脫衣舞孃和藝術模特兒，1993年開始參演色情電影。到1996年，她已經贏得來自三個美國主流色情電影業組織的「頂尖新人」獎。此後，總共贏得20多個成人電影獎，躋身X級評論組織（X-Rated Critics Organization簡稱／下稱XRCO）和成人影帶新聞（Adult Video News簡稱／下稱AVN）的名人堂。
詹姆森在2000年與傑·葛定納（Jay Grdina）成立情色娛樂公司：珍娜俱樂部（ClubJenna），她與葛定納兩人後來結婚又離婚。最初珍娜俱樂部只是個簡單網站，這項業務隨後擴大到管理其他類似影星網站，並於2001年開始拍色情電影。她的第一部色情片：《布莉安娜愛珍娜》（Briana Loves Jenna，與布莉安娜·班克斯合演），被2003年AVN獎評為2002年最暢銷暨最佳出租情色影片。到了2005年，珍娜俱樂部的收入為3000萬美元，估計一半為利潤。她的廣告和電影的網站（往往與她的照片有關）在紐約時代廣場有一座48英尺高的廣告牌。花花公子電視（Playboy TV）為她主辦《珍娜的美國女優》（Jenna's American Sex Star）實境秀，在此秀激勵色情明星們競爭珍娜俱樂部的合同。
從飾演霍華史登於1997年執導的電影裡的一個小角色開始，詹姆森亦「撈過界」打入了主流流行文化。她在主流媒體（如在E!秀的來賓主持節目、2002年電子遊戲《俠盜獵車手：罪惡之城》裡得獎的聲優角色、以及2003年NBC電視影集史特靈先生（Mister Sterling）兩集裡的來賓角色）持續曝光。她在2004年的自傳：《如何像個色情影星般做愛：幕后故事》（How to Make Love Like a Porn Star: A Cautionary Tale）盤據紐約時報暢銷書榜六週之久。她亦與維京漫畫（Virgin Comics）合作出版了一本恐怖漫畫書：《珍娜詹姆森之影子獵人》（Jenna Jameson's Shadow Hunter），該漫畫於2008年2月發行。

## 早年生活
詹姆森出生於美國內華達州拉斯維加斯。她的父親名勞倫斯·馬梭立（Lawrence Massoli），是個意大利裔美國警察暨KVBC-TV節目製作人。她的母親朱迪思·布魯克·亨特·馬梭立（Judith Brooke Hunt Massoli），是個拉斯維加斯熱帶花園酒店女神遊樂廳的歌舞女郎。她的母親於1976年2月20日因皮膚癌在詹姆森兩歲生日前過世。對其母癌症治療的開銷導致其家庭破產。她們搬了好多次家，其中包括住在拖車裡以及搬去與詹姆森的奶奶同住。她的父親大部分時間都在拉斯維加斯治安部門裡工作，這使她與哥哥東尼（Tony）非常親近。作為一個孩子，她常常入圍選美比賽，並拿了幾門芭蕾舞課程。
在她的自傳裡，詹姆森寫道：1990年10月，當她全家還住在蒙大拿州弗朗柏格時，在一場美式足球賽後她被四個男孩用石頭敲暈並被輪姦。她說後來被她男友傑克機車俱樂部的叔叔布里屈（Preacher）第二次強姦（當時她才只有16岁，不過布里屈否認了這一說法）。詹姆森當時並沒有跟她父親說明經過，反而離家出走並搬去與傑克同住，開始她第一段認真的感情。
傑克是一位紋身藝術家，給了詹姆森第一個紋身系列。其中之一成為她的“註冊商標”：她右臀的兩個心。根據E！的報導，她的弟弟托尼後來有了自己的紋身坊，其招牌題名為“心碎人”（Heart Breaker）。

## 早期生涯
詹姆森試圖追隨她母親腳步成為一位拉斯維加斯歌舞女郎，但大部分秀場以她達不到5呎8吋（173公分）的身高要求而回絕。維加斯世界（Vegas World）秀場後來聘用了詹姆森，不過兩個月後她就辭職不幹。據她的說法乃因行程苛刻且待遇微薄。
她的男友傑克鼓勵她試試找找脫衣舞孃方面的工作。於1991年，儘管當時詹姆森仍未成年，她已開始在拉斯維加斯脫衣舞夜總會使用假身分證跳舞。當詹姆森被瘋馬脫衣舞（Crazy Horse Too）夜總會以牙齒矯正器為由拒絕錄用時，她拿一對尖嘴鉗將之拔除並立即獲得聘用。六個月之後，詹姆森每晚賺2000美元，而當時她高中還沒有畢業。
作為一位脫衣舞孃她的第一個舞台花名叫“珍娜西絲”（Jennasis），這個名字稍後被她拿來開公司：“珍娜西絲娛樂”（Jennasis Entertainment）。她選定“珍娜·詹姆森”作為自己模特兒的名字是在翻遍電話簿找匹配她名的姓之後，考慮再三最後決定取詹姆森威士忌（Jameson Whiskey）——一種當時她已經知道怎麼喝的烈酒——的詹姆森當作姓。
除了跳舞，後來始於1991年，她在洛杉磯為攝影師舒絲·蘭黛（Suze Randall）擔綱裸體照片模特兒，打算進入《閣樓》雜誌。後來，其照片以多種化名出現諸多男性雜誌上，後來她停止為蘭黛工作，是因為詹姆森感覺蘭黛像條“鯊魚”一直在利用她。
當她仍在高中求學時，她開始跟著她弟（當時她弟海洛因上癮）、有時她的父親一起嗑藥——如古柯鹼、LSD、與冰毒等。在她與其男友共處的四年間成癮惡化。她最後停止正常進食，導致太瘦無法勝任模特兒的工作。傑克在1994年離開她。當她的一個朋友將她抱上輪椅送回去見她當時住加州雷丁的父親戒癮時，她才重76磅（不到35公斤）；當詹姆森下飛機時，她的父親幾乎不認得她。

## 色情電影生涯

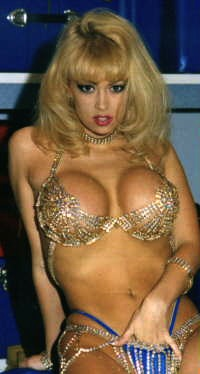
珍娜·詹姆森

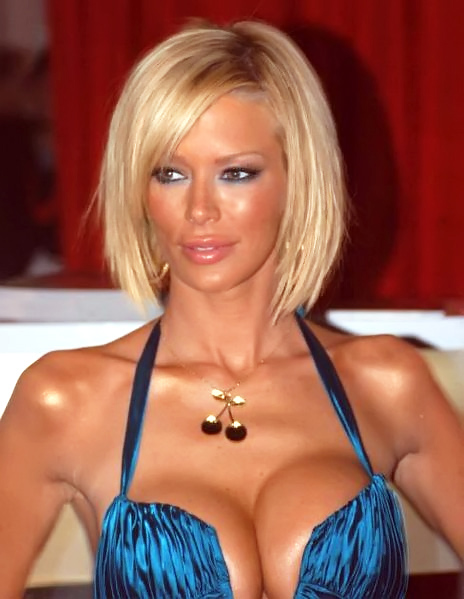
於2007年AVN成人娛樂展覽（AVN Adult Entertainement Expo）所攝,2007年1月12日

詹姆森說她開始在色情電影演出是為了報復她的男友傑克對她的不忠。她最早在1993年一部由安德魯·布萊克（Andrew Blake）執導的軟性有碼色情片裡與她在為舒絲·蘭黛（Suze Randall）做模特兒時碰到的女朋友妮姬·泰勒（Nikki Tyler）一起在片裡出現。她首度的色情電影擔綱是由藍迪·韋斯特（Randy West）拍攝，並在1994年的《上進人士10》（Up and Cummers 10）與《上進人士11》（Up and Cummer 11）裡出現。她很快的受到注目並在許多其他的色情電影裡出現，不過仍住在拉斯維加斯。
詹姆森在1994年7月28日進行了她的第一次隆乳，藉以提升她的脫衣舞孃與電影事業。到了2004年，她有兩套不同的乳房植入與一次下巴植入。
詹姆森色情電影的首度亮相是在一處同性戀的場景。她說：“女對女很容易和自然。後來，他們給我很多錢做男對女。”她第一次異性戀場景是在1994年的《上進人士11》。在她職業生涯開始時，她誓言絕不做肛交或雙插的色情片場景。她還從未做過任何跨種族間與男人的性愛場面。當2008年2月8日在《霍華史登秀》被問及此事時，她說她不見得反對這樣做，而是“時機從未到來”：因為在她開始拍成人電影時僅有非常少的黑人男子做這行，並且這些為數稀少的演員跟她身處不同東家。另一方面，她的“招牌動作”是口交、與唾液潤滑。
在1994年詹姆森克服毒癮後，與父親和奶奶住了幾個星期，後來搬到洛杉磯與妮姬·泰勒同住。她再度重操模特兒舊業，並在1995年得到父親對其向色情電影生涯邁進的祝福。之後詹姆森的第一部電影是《絲襪》（Silk Stockings）。後來於1995年，威基製片（Wicked Pictures，當時還是家小色情電影製作公司）跟她簽了獨家合約。她記得告訴威基製片創始人史蒂夫·奧倫史坦（Steve Orenstein）：
|  | 現在對我來說最重要的事，是成為色情產業最大、從未見過的大明星。 |

該合約為詹姆森在該處工作的第一年，拍了8部電影，每部賺進6000美元。她的首部高成本電影是1995年的《色情片》（Blue Movie），電影中她扮演一位調查色情電影棚的記者；《色情片》贏得多項AVN獎項。1996年，詹姆森贏得來自三個主要產業組織的最高獎項：XRCO最佳新人獎、AVN最佳新人獎、以及X級娛樂片迷（Fans of X-Rated Entertainment，簡稱FOXE）的視頻狐狸精獎（Video Vixen award）。她是首位贏得所有三項獎項的藝人。其他獎項之後一窩鋒追捧。
到2001年為止，詹姆森平均一天半拍攝一張DVD，片酬60000美元，另外在脫衣舞俱樂部跳舞每晚進帳8000美元。她試圖限制自己年產五部電影，並每月跳兩星期舞。據她當時的丈夫傑·葛定納表示，她每晚跳舞大約25000美元入袋。
自2005年11月以來，她一直在主持花花公子電視的《珍娜的美國女優》。在這個秀裡許多尋夢的女優們以性表演互相對抗來爭取詹姆森開的公司：珍娜俱樂部的演出合同。頭兩年取得合同的優勝者是布雷亞·班奈特（Brea Bennett）與拉絲·傑索（Roxy Jezel）。
2007年8月，詹姆森移除了乳房填充物，這使得她的胸部大小從D罩杯減少到C罩杯；詹姆森還表示，她已從色情電影中引退，不過她仍將繼續珍娜俱樂部的運作。該俱樂部票房年收入3000萬美元左右。2008年1月，詹姆森證實她自色情表演退休。

## 自傳
詹姆森的自傳：《如何像個色情影星般做愛：幕后故事》於2004年8月17日出版。這本書是與紐約時報、滾石樂隊的投稿人尼爾·史特勞斯（Neil Strauss）共同著作，並由哈珀柯林斯（HarperCollins）旗下的雷根圖書（ReganBooks）出版。該書甫發行立即大賣，並盤據紐約時報暢銷書榜6個星期之久。該自傳也贏得2004年“主流成人媒體最愛”XRCO獎，與希摩爾·巴茨（Seymore Butts）的《家族企業》（Family Business）電視連續劇並列。該書在2005年11月被翻譯成德文：《Pornostar. Die Autobiographie》，在2006年1月被翻譯成西班牙文：《Como Hacer El Amor Igual Que Una Estrella Del Prono》。
該書內容涵蓋詹姆森早期職業生涯，從她與她的紋身藝術家男友住一起開始在演藝界的生活，到戛納電影節上榮獲熱棕櫚獎（Hot d'Or），還有她第二次婚姻的結婚照。這本書並沒有忽略詹姆森個人悲慘的細節像：她兩次遭強姦的經歷、吸毒成癮、不愉快的第一次婚姻、以及為數眾多與男與女誹聞的描述。該書以第一人稱敘事體進行，並穿插了個人照片、童年日記、家庭成員訪問、電影劇本以及漫畫插圖。
自傳出版人朱迪思·雷根（Judith Regan），亦擔任配套電視特別新聞：《珍娜·詹姆森的自白》（Jenna Jameson's Confessions）的執行製片人，於2004年8月16日在VH1頻道播出，恰好於詹姆森自傳上架前一天。2005年4月，雷根圖書和詹姆森互相起訴對方。衝突焦點是一項已提出、關於詹姆森每天生活的實境秀。A&E Network已與其當時的丈夫：傑·葛定納討論過。雷根圖書則辯護說任何A&E的案子都是詹姆森合約的侵害，意即雷根圖書對根據詹姆森回憶特輯、根據實境拍攝的電視影集、以及任何“類似計畫”的利潤皆可分一杯羹。詹姆森的訴訟聲稱，A＆E的案子是在雷根圖書合約之前就已底定。當哈珀柯林斯公司於2006年12月15日以一個與該案無關的問題開除朱迪思·雷根時，實境秀系列還是沒有兌現，並且訴訟仍在審理中。
2007年1月，據報導詹姆森在跟製片人商議，打算把自傳改拍成電影，以史嘉蕾·喬韓森扮演詹姆森。2007年3月，據說詹姆森因其最近阴道成形术的問題，缺席與製片人的會議，從而危及電影的拍攝。

## 感情關係

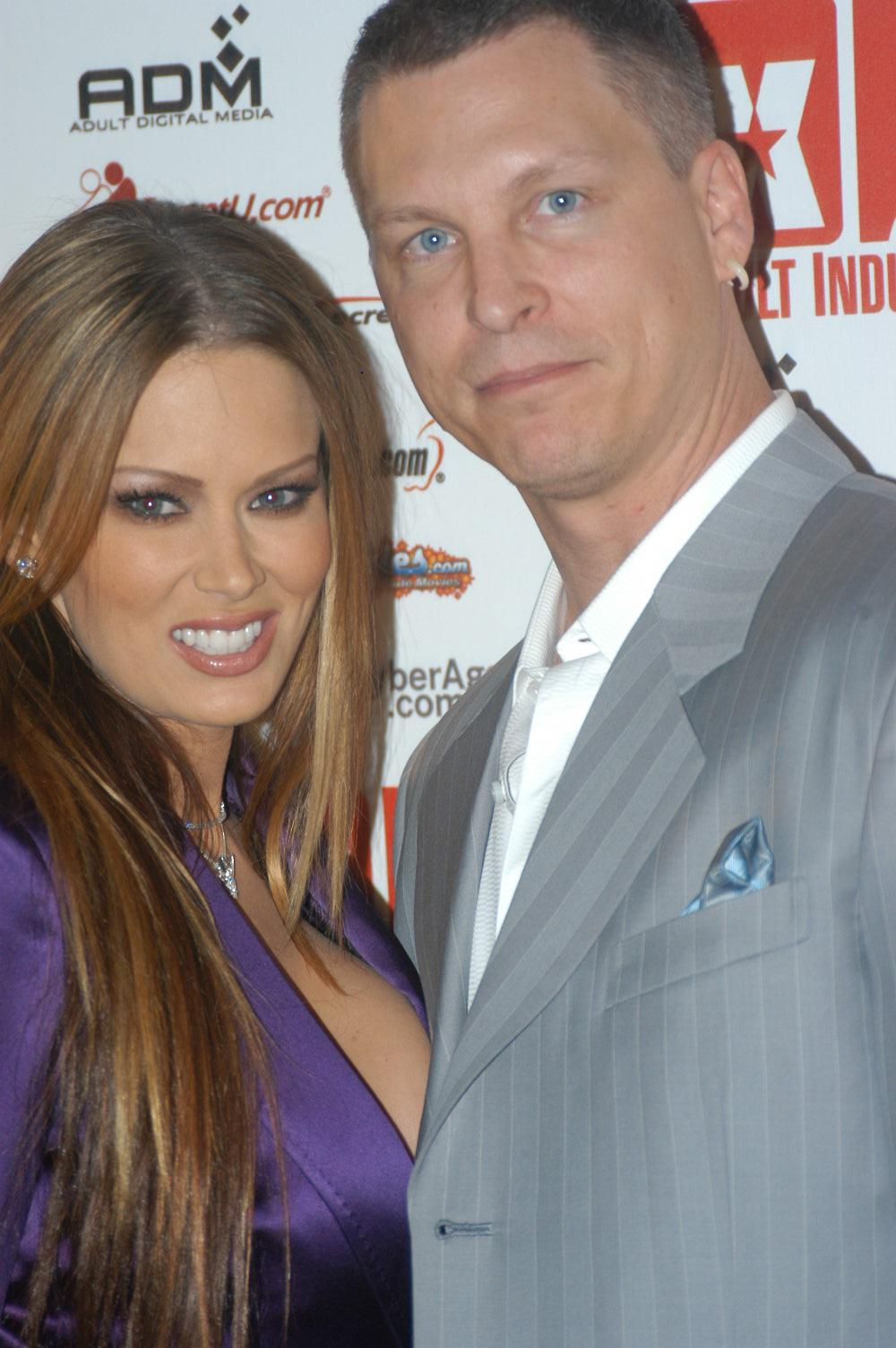
2005年11月，詹姆森與前夫傑·葛定納出席XBIZ獎

雖然詹姆森在過去說過她是個雙性戀者，並因此她在銀幕下生活裡與100名女性和30名男性睡過，不過現下她還指出她是個“完全異性戀者”。她說，她有過最好的關係是跟女優妮姬·泰勒間的女同性戀關係，她將該關係寫入她的自傳。詹姆森與泰勒在她情色生涯開始時住在一起，並且在她第二度婚姻前再度住在一起。在自傳裡頭詹姆森論及的著名男友包括瑪麗蓮·曼森和湯米·李（Tommy Lee）。
1996年12月20日，詹姆森嫁給色情明星布拉德·阿姆斯特朗（Brad Armstrong，真實姓名羅德尼·霍普金斯（Rodney Hopkins））。婚姻只有維持了10週。雖然兩人在色情電影裡還繼續共同表演，他們倆在1997年3月非正式分居。原因是布拉德發現詹姆森與在哥斯大黎加碰到的豪吉·阿拉亞·蒙托亞（Jorge Araya Montoya）間的性绯聞。他倆於2001年3月兩者合法分居並離婚。
在1998年夏季，詹姆森碰到了前色情電影工作室業主傑·葛定納（生名約翰·G·葛定納（John G. Grdina）），他是位經營養牛牧場富裕家族的後裔，自大學畢業後就進入色情電影製作這行。自1998年以來，他一直以賈斯汀·史特靈（Justin Sterling）之名擔任詹姆森銀幕上唯一的男性性伴侶。他倆於2000年12月訂婚——在詹姆森與霍普金斯離婚之前——而在2003年6月22日舉辦羅馬天主教式婚禮嫁給葛定納。兩人自2004年中以來求子未遂，而詹姆森計劃在他們有了第一個孩子後將永久的退出色情片表演。他倆住在美國亞利桑那州斯科茨代爾一座6700平方英尺（620平方米）西班牙風格豪宅，於2002年購入時時價200萬美元。
2004年11月，詹姆森被診斷出患有皮膚癌。雖然後經手術成功地治癒了癌症，不過詹姆森在聽到診斷後不久流產。當時她即使接受體外人工受精療法也無法再度懷孕。詹姆森表示，在體外人工受精療法“對我不是一件好事”；這她體重增加而沒有懷孕。據詹姆森說，癌症的壓力以及後來無法懷孕導致她婚姻的崩潰。
2006年8月，Star雜誌和TMZ.com透過詹姆森的公關證實，詹姆森和葛定納已分居，她當時正在與音樂家大衛·納瓦羅（Dave Navarro）交往。
2006年，她開始與在MySpace上認識的混合武術家暨前终极格斗锦标赛冠軍鐵托·奧爾蒂斯（Tito Ortiz）約會。因為美国海軍陸戰隊拒絕讓奧爾蒂斯把詹姆森當作來賓一起出席，故他回絕了2006年11月12日聖地牙哥海軍陸戰隊美麗華航空站美国海军陆战队生日會的邀請。2006年11月30日，在《霍華·史坦秀》的一次採訪中奧爾蒂斯說，他愛上了詹姆森，她已不再進行色情演出，而且他倆遵守一夫一妻制的關係。2006年12月12日，詹姆森跟葛定納離婚。她在2008年AVN成人電影頒獎禮時她介紹奧爾蒂斯給大家認識並聊到他倆的關係。她還在《名人版飛黃騰達》兩輯裡短暫出現以幫助奧爾蒂斯完成任務。
2007年3月詹姆森在AVN獎頒獎時表示，她認為其外貌影響離婚訴訟的進行。
詹姆森在2008年8月宣布，她和奧爾蒂斯預計2009年年初一起迎接雙胞胎的誕生。

## 事業

珍娜俱樂部首度拍攝影片：《布里安娜愛珍娜》（2001年）的封面，是該年最暢銷暨最佳出租片，由詹姆森和布里安娜·班克斯主演。

詹姆森和葛定納在2000年成立互聯網色情公司珍娜俱樂部。珍娜俱樂部是第一個不僅僅只有提供圖片和視頻的色情網站之一；它提供了詳盡的日記專欄、兩性關係的建議、甚至對付費會員提供股票買賣的小道消息。據報導，該網站在成立後第三個星期即達成盈利。後來的業務擴展到多媒體色情娛樂，首先管理其他色情明星的網站，然後，在2001年進行色情電影拍攝。
早期珍娜俱樂部的電影由詹姆森本人主演，她限制自己在屏幕上只與其他女性或葛定納——以賈斯汀·史特靈之名——性愛。第一部珍娜俱樂部電影：《布里安娜愛珍娜》（2001年）是與生動影業（Vivid）共同製作，拍攝成本28萬美元，第一年票房總額超過100萬美元。這是該年最暢銷暨最佳出租色情片，贏得雙重AVN獎。當時是以“珍娜兩年以來第一次男對女場景”行銷，這指的是詹姆森兩年以來異性性交片的缺席。葛定納說詹姆森的電影平均銷量100000片，而普通色情片一般5000片就賣得很好了。另一方面，他也說他們的電影花了12天拍攝，而其他色情電影只花一天。
2004年，珍娜俱樂部電影隨著詹姆森退居二線，該俱樂部擴大到沒有她擔綱其他演員——克莉絲朵·史迪爾（Krystal Steal）、潔西·卡佩里（Jesse Capelli）、瑪堪姬·李（McKenzie Lee）、艾虛頓·摩爾（Ashton Moore）、以及蘇菲亞·蘿西（Sophia Rossi）——主演的電影。2005年，詹姆森導演了她的第一部電影《挑釁者》（Provocateur），並於2006年9月以《珍娜的挑釁者》（Jenna's Provocateur）發行。該片由生動娛樂（Vivid Entertainment）擔任流通與行銷，而生動娛樂曾一度被《福布斯》雜誌稱為“世界上最大的成人電影公司”。他們對珍娜俱樂部年收入作出了三分之一的貢獻，但超過一半以上是利潤。
珍娜俱樂部是以一個家族企業運作，並以葛定納的妹妹克莉絲（Kris）作為副總裁，負責產品銷售。於2005年，珍娜俱樂部曾估計年收入3000萬美元，約一半左右是利潤。
推銷規劃運用詹姆森自己的魅力。自2003年5月以來，她一直出現在紐約市時代廣場前48英尺（15米）高的廣告牌上推銷她的網站和電影。她出現的第一次廣告僅着丁字褲，廣告標語為“誰說他們清光了時代廣場？”（Who Say They Cleaned Up Time Square?）有一個系列性玩具產品線授權給強生博士（Doc Johnson）和“解剖學上正確的”珍娜·詹姆森公仔。她还参与了关于自己的性模擬電子遊戲《虛擬珍娜》（Virtually Jenna）的制作，其中的目標是讓珍娜的3D模型達到性高潮。傑克森吉他（Jackson Guitars）製作出限量版國王五號（King V）外觀酷似珍娜。Y-Tell，珍娜俱樂部的無線服務公司與其他遍佈世界的20家傳信公司——大部分歐洲及南美——合夥，販賣珍娜·詹姆森的“呻吟鈴聲”（手機鈴聲）、聊天服務、以及遊戲等。在2006年，地盤在紐約市的頑皮奶牛娛樂（Wicked Cow Entertainment）開始擴大詹姆森的品牌到酒杯、香水、手袋、內衣及鞋類，透過高檔零售商如薩克斯第五大道和科萊特精品店銷售。以她主打的商品和主流媒體報導曾被媒體道德機構（Morality in Media）斥為“淫穢”。
2005年8月，珍娜俱樂部發起了幹勁俱樂部（Club Thrust）。該俱樂部是一個為詹姆森男同性戀粉絲設立的互動網站，其中包括視頻、圖片集、性建議、閒聊、以及下載。珍娜俱樂部網站管理員關係部經理表示光該站總是有很多的男同性戀訪問流量。直至2006年，珍娜俱樂部管理超過150個其他成人娛樂界明星的官方網站。
2005年8月，一個包括詹姆森的合夥公司購買了一所位於美國亞利桑那州斯科茨代爾的脫衣舞俱樂部：寶貝歌廳（Babes Cabaret），打算使它變成珍娜俱樂部現場表演的初次涉足。不久後該買賣引起了大眾關注，於是斯科茨代爾市議會簽發了一項新法令：禁止在成人娛樂場所裸體，並要求與舞者保持4英尺距離的隔離。這樣的隔離將有效地斷絕舞者的主要收入來源：貼身舞（lap dances）。詹姆森堅決反對該條例，並協助組織了一份請願書反對此事。2006年9月12日，該市公民投票否決了該法令嚴格規則，允許俱樂部照前繼續營運。
2006年2月3日，詹姆森與許多其他珍娜俱樂部明星暨生動女孩（Vivid Girls）在密西根州底特律市動物園俱樂部（Zoo Club）主辦了“生動影業暨珍娜俱樂部超級碗派對”（Vivid ClubJenna Super Bowl Party），票價為500美元到1000美元。它是以內衣秀主打，但不計劃全脫或性行為。當該派對首次宣布時，它造成與國家美式足球聯盟間的爭議，因為該聯盟並不認可這是官方超級碗活動。2007年，詹姆森簽署在內衣碗（Lingerie Bowl）擔任四分衛，但由於她的保險公司對其可能造成個人損傷的關切而退休。她將充當解說員以代之。
2006年6月22日，花花公子企業宣布收購珍娜俱樂部，附帶許多與詹姆森與葛定納個人服務協議。花花公子首席執行官克里斯蒂·海夫納（Christie Hefner）表示她預計這將迅速提升電影製作的速度，第一年生產約30片特輯，並擴大其出售的方式，不僅包括DVD，而是通過電視頻道、視頻點播服務以及手機。2006年11月1日，花花公子更名旗下付費頻道香料網（Spice Network）的熱網（The Hot Network）為珍娜俱樂部。
2007年4月，泰拉·帕翠克（Tera Patrick）和她的製作公司泰拉遠景（TeraVision）提起對詹姆森和花花公子企業的告訴，以後二者未能正確對帕翠克網站：clubtera.com收入報帳並支付版稅。

## 主流露面
詹姆森除色情業外的相對成功也為大眾所熟知，她甚至把色情本身帶得更與主流接近。她說：“我一直都抓緊我赤裸裸的根源，不過成為一個家喻戶曉的名字對我來說是很重要的事。”
早於1995年，詹姆森將自己的照片寄給廣播主持人霍華史登。她成為該秀《霍華史登秀》的常客，露臉超過30次，並在1997年史坦的半自傳影片《紐約鳥王》扮演角色“曼蒂”（Mandy）–首位廣播裸女。這部電影的露臉開啟了詹姆森色情片外扮演一系列角色的機會。1997年，詹姆森出現在極限摔跤錦標賽（Extreme Championship Wrestling）收費頻道：天堂骨幹'97（Hardcore Heaven '97）作為達德利家（Dudley family）的侍從，另一次出現是在幾個月後的1998年3月1日ECW災難歲月（ECW Living Dangerously），在這裡她是ECW的採訪來賓。1998年，她與WWF的瓦爾·凡尼斯（Val Venis）拍攝一段小花絮。1990年代後期，詹姆森以來賓身分主持身分在幾集E！有線電視旅行系列秀《野性！》（Wild On!）穿著暴露的出現在熱帶地區。

在2001年《恶搞之家》：“布賴恩遊遍好萊塢”中詹姆森（右）扮演自己的動畫版。

詹姆森曾是英國電視節目“歐洲情色評論”（Europen Blue Review）第5頻道的嘉賓並接受採訪。
2001年7月詹姆森為其在《蓋酷家庭》的《布賴恩遊遍好萊塢》（Family Guy: Brian Does Hollywood）这一集中自己的動畫版角色配音。她在卡通裡的角色因在布賴恩·格里芬（Brian Griffin，一隻直立行走會喝馬丁尼的狗）導演的色情電影演出而贏得了獎項，並在該集結束時被彼得·格里芬（Peter Griffin，主人公）綁架。於2002年，詹姆森和羅恩·傑樂米（Ron Jeremy）在喜劇中心的第一部電視電影特輯《色情與雞》（Porn 'n Chicken）裡色情觀賞俱樂部發言人角色中扮演他們自己。另外於2002年，她在兩個電子遊戲裡出現，最著名的是擔任《俠盜獵車手：罪惡之城》堪蒂·薩斯（Candy Suxxx）的配音。她在遊戲中的角色開始時是個妓女，但後來成為一個成功的色情女星，並在遊戲裡中許多廣告牌上展示。她的表演贏得了2003年G-Phoria“最佳現場/語音演出獎-女性”。她亦為《托尼·霍克職業滑板4》（Tony Hawk's Pro Skater 4）有著挑逗衣著與滑板的隱藏角色“黛西”（Daisy）提供了外表和聲音。在2003年，詹姆森在兩集NBC黃金時段電視節目《史特靈先生》（Mister Sterling）裡出現，扮演一位政治金融家的女友。
詹姆森亦在阿姆2001年歌曲視頻《Without Me》裡出現。她在視頻中作為跟阿姆同床的“兩個拖車屋停駐場女孩”（two trailer park girl）之一“到外尋花問柳”（go round the outside）。
她的某些主流露面亦引發爭議。原本採訪詹姆森並作為1999年亞伯克朗比及費區A&F季刊一部分的動機是密西根州總檢察長珍妮弗·格蘭霍姆（Jennifer Granholm）和伊利諾州副州長科琳·伍德（Corinne Wood）共同大聲疾呼反對混雜式雜誌目錄。該運動隨著家長和基督教保守團體的加入將該季刊下架，並最終在2003年取消。
2001年11月，牛津辯論社（Oxford Union）辯論協會邀請詹姆森到牛津大學，對“上議院相信色情是有害的”（The House Believe that Porn is Harmful）的主張答辯。她當時在寫日記時寫道，“我感到這不是我的本行，不過，但我永遠無法讓這樣的機會溜走...這是一生中只有一次的大事。（I feel like I am going to out of my element, but, I could never pass this chance up... it's a once in a lifetime thing.）”最後，她所站的辯論方以204對27票贏得辯論。

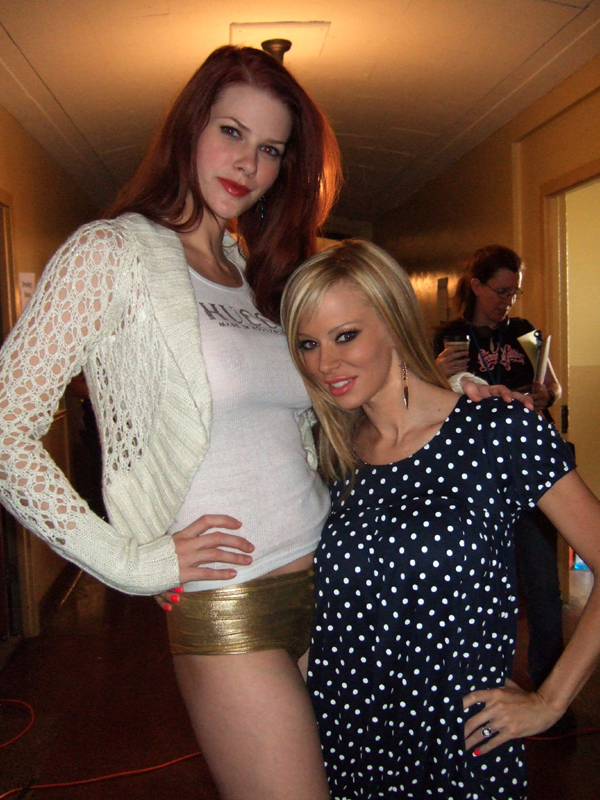
潘妮·德雷克（Penny Drake）和珍娜·詹姆森在《殭屍脫衣舞孃》攝影場，2007年5月

2003年2月，波尼國際（Pony International）計劃將她與許多情色明星一起代言運動鞋廣告。這舉動受到福克斯新聞的比爾·歐來利（Bill O'Reilly）著文攻擊，他在一篇社論中稱之為“用準妓女賣鞋”（Using Quasi-Prostitutes to Sell Sneakers），呼籲色情明星作為青少年榜樣的不適當性。對此，哈佛深紅報（The Harvard Crimson）提議抵制歐來利和福克斯新聞台。詹姆森本人對該秀發送了嘲諷的電子郵件，寫著：
|  | 我希望比爾了解色情明星和妓女之間的區別。我認為他已經對廣告主題做了一些研究，因為在我們在錄完現場之後，他跟我要了一些我的片子。我猜想他要這些片子是為了某種專業的理由。 |

在自傳出版之後的幾個月，詹姆森受到美國NBC、CNBC、福克斯新聞頻道、和CNN所應邀採訪，而且該書受到如紐約時報、路透社、和其他知名新聞媒體所評論。
詹姆森與其他色情女星包括津潔·琳·阿倫（Ginger Lynn Allen）共同主演2002年一部低預算恐怖片：《夏末節》（Samhain），該部片直到2005年才重新剪接並以《邪魔：山姆海因传奇》（Evil Breed: The Legend of Samhain）之名發行，而該片以詹姆森為主打特色。她在另一部遲至2006年年底才發行的恐怖片：《Sin-Jin Smyth》裡擔任小角色，並在2006年年底，主演喜劇恐怖片《殭屍脫衣舞孃》（Zombie Strippers），該片於2008年發行。“任何時候當你揉合真正性感女孩和大量的血塊/三角布（譯按：gore同時可指血塊與三角布）[作為電影的元素時]，這一定大賣。”她跟Metromix.com如此表示。
2006年2月，喜劇中心（Comedy Central）宣布計劃詹姆森在其首次手機動畫系列：《武士愛上帝》（Samurai Love God）擔任“P-Whip”一角。Mediaweek稱詹姆森是參與該節目最知名的藝人。2006年4月，詹姆森成為愛迪達播客視頻廣告的明星，以玩打地鼠遊戲廣告Adicolor鞋款；歐來利這次沒有發表社論。2006年7月，珍娜·詹姆森成為第一個在杜莎夫人蠟像館（位於拉斯維加斯的分館）擁有專屬蠟像的色情影星。

## 行動主義
雖然大眾對詹姆森是否積極參與政治活動並不熟悉，詹姆森曾在看過雞肉生產的祕密影片後，同意為善待动物组织（People for the Ethical Treatment of Animals，簡稱PETA）拍攝短片跨刀，以作為該組織對抗肯德基對雞隻處置的一部分。詹姆森是一個政治自由主義人士並支持希拉里·克林顿在2008年的美國總統大選。

## 獲獎紀錄

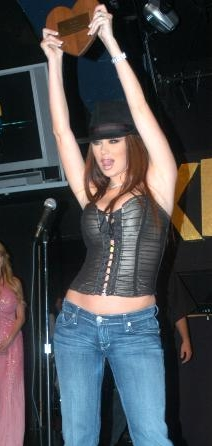
獲頒XRCO名人堂獎於XRCO頒獎，2005年6月2日

- 1995年 X級評論組織XRCO獎：年度新人獎（1996年頒發）[118]
- 1996年 熱棕櫚獎：最佳美國新星、最佳美國女星[119]
- 1996年 AVN最佳新人獎，AVN獎最佳女星（視頻）——《Wicked One》，最佳配偶性場景（影片）——《色情片》（Blue Movie，與T.T.Boy共同獲得）[120]
- 1996年 X級娛樂片迷：視頻狐狸精獎[17]
- 1997年 AVN獎：最佳配偶性場景（影片）——《珍娜愛羅可》（Jenna Loves Rocco，與羅可·西斐迪（Rocco Siffredi）共同獲得），最佳配偶性場景（視頻）——《征服》（Conquest，與文斯·沃爾（Vince Vouyer）共同獲得）[120]
- 1997年 熱棕櫚獎：最佳美國女星
- 1997年 FOXE：女性影迷最愛[121]
- 1998年 AVN獎：最佳全女性場景（影片）——《Satyr》（與密西（Missy）共同獲得）[120]
- 1998年 熱棕櫚獎：最佳美國女星——《性火冰心》（Sexe de Feu, Coeur de Glace）[122]
- 1998年 FOXE：女性影迷最愛[121]
- 1999年 熱棕櫚獎：最佳美國電影——《閃擊點》（Flashpoint）[123]
- 2003年 AVN獎：最佳全女性場景（視頻）——《我夢見珍娜》（I Dream of Jenna，與澳頓（Autumn）及妮姬塔·丹妮絲（Nikita Denise）共同獲得）[120]
- 2003年 G-Phoria獎：最佳女性聲優——《俠盜獵車手：罪惡之城》
- 2003年 XRCO獎：最佳女對女場景——《我的玩物：珍娜·詹姆森2》（My Plaything: Jenna Jameson 2，與卡門·魯花娜（Carmen Luvana）共同獲得，2004年8月19日頒發）[124]
- 2004年 AVN獎：最佳互動DVD——《我的玩物：珍娜·詹姆森2》（Digital Sin）[120]
- 2004年 XRCO名人堂，XRCO獎：主流成人媒體最愛獎——《如何像個色情影星般做愛：幕后故事》（與希摩爾·巴茨的《家族企業》並列，2005年6月2日頒發）[125]
- 2005年 AVN獎：最佳女星（影片）——《女按摩師》（The Masseuse），最佳全女性場景（影片）——《女按摩師》（與沙瓦娜·珊森〈Savanna Samson〉共同獲得），最佳配偶性場景（影片）——《女按摩師》（與賈斯汀·史特靈共同獲得）[126]
- 2006年 AVN名人堂，AVN獎：最佳女配角（影片）——《新瓊斯小姐體內的惡魔》，最佳全女性場景（影片）——《新瓊斯小姐體內的惡魔》（The New Devil in Miss Jones，與沙瓦娜·珊森（Savanna Samson）共同獲得），年度混合星獎[127]
- 2006年 F.A.M.E.獎：最挑逗身材暨最受歡迎的成人女星[128]
- 2006年 誘惑名人堂，誘惑獎：最佳女配角（影片）——《新瓊斯小姐體內的惡魔》，最佳全女性場景（影片）——《新瓊斯小姐體內的惡魔》（與沙瓦娜·珊森（Savanna Samson）共同獲得），年度最佳誘惑女星
- 2006年 列入新澤西州愛迪生市成人星光大道[129]
- 2007年 AVN獎：年度混合星獎[120]
- 2007年 F.A.M.E.獎：史上最受歡迎的演員[130]

## 外部連結
- 官方网站
- 珍娜·詹姆森的X（前Twitter）
- 成人電影資料庫上珍娜·詹姆森的资料（英文）
- 珍娜·詹姆森在互联网电影资料库（IMDb）上的資料（英文）
- 珍娜·詹姆森在網際網路成人電影資料庫
- （英文）珍娜·詹姆森受Klixxx網路管理者雜誌專訪
- （英文）珍娜·詹姆森 （页面存档备份，存于）在PR.com